# Aiko Hayashi
Aiko Hayashi (japanska: 林 愛子), född den 17 november 1993 i Osaka, är en japansk konstsimmare.
Hon tog OS-brons i lagtävlingen i samband med de olympiska tävlingarna i konstsim 2016 i Rio de Janeiro..